# Stefan Lang (Fußballspieler)
Stefan „Stoffel“ Lang (* 28. August 1966 in Oldenburg) ist ein ehemaliger Fußballspieler.
Der ehemalige Spieler des SV Wilhelmshaven war für den VfB Oldenburg in der 2. Bundesliga (Saison 1997/98) aktiv, kam dort jedoch nur zu zwei Einsätzen. Weiterhin spielte Lang auch bei SV Concordia Ihrhove. Seine Karriere beendete Lang beim VfL Oldenburg. In seiner letzten Saison feierte er hier den Aufstieg in die Niedersachsenliga und den Gewinn des Bezirkspokals.
Bis zum Sommer 2010 trainierte Lang die U23 des VfL Oldenburg.
Seit der Saison 2011/12 trainiert Stefan Lang den Oldenburger Kreisligisten SV Ofenerdiek.